# Hampala ampalong
Hampala ampalong és una espècie de peix cipriniforme de la família dels ciprínids.

## Morfologia
Els mascles poden assolir els 15,5 cm de longitud total.

## Distribució geogràfica
Es troba a Sumatra i a l'oest de Borneo.